# Next Manga Award
El Next Manga Award (次にくるマンガ大賞 Tsugi ni Kuru Manga Taishō?)  es un premio anual para series de manga presentado por la revista Da Vinci de Kadokawa Corporation y el sitio web de transmisión Niconico. Se divide en dos categorías: una para manga impreso y otra para manga web.

## Visión general
El premio se estableció originalmente el 6 de octubre de 2014, como una colaboración entre la revista Da Vinci de Kadokawa Corporation y su sitio web de transmisión Niconico. El premio se divide en dos categorías, la primera es para mangas que se han publicado en publicaciones impresas y la segunda para series publicadas en línea. Para que una serie sea elegible, debe tener menos de cinco volúmenes publicados. La decisión final se toma haciendo que los fanáticos voten. Hasta 2021, la votación estaba restringida a Japón. Sin embargo, en 2021 se lanzó un sitio web en inglés.

## Ganadores
| Año  | Manga impreso                                                                  | Manga web                                            | Ref.          |
| ---- | ------------------------------------------------------------------------------ | ---------------------------------------------------- | ------------- |
| 2015 | My Hero Academia de Kōhei Horikoshi                                            | Wotaku ni Koi wa Muzukashī de Fujita                 | [ 3 ] [ 4 ]   |
| 2016 | Straighten Up! Welcome to Shika High's Competitive Dance Club de Takuma Yokota | Tomo-chan wa Onnanoko! de Fumita Yanagida            | [ 5 ] [ 6 ]   |
| 2017 | Kaguya-sama wa Kokurasetai: Tensai-tachi no Ren'ai Zunōsen de Aka Akasaka      | Uramichi Oniisan de Gaku Kuze                        | [ 7 ]         |
| 2018 | Raise wa Tanin ga Ī de Asuka Konishi                                           | Senpai ga Uzai Kōhai no Hanashi de Shiro Manta       | [ 8 ]         |
| 2019 | Kusuriya no Hitorigoto de Itsuki Nanao, Natsu Hyūga y Nekokurage               | Spy × Family de Tatsuya Endō                         | [ 9 ]         |
| 2020 | Undead Unluck de Yoshifumi Tozuka                                              | Boku no Kokoro no Yabai Yatsu de Norio Sakurai       | [ 10 ] [ 11 ] |
| 2021 | Oshi no Ko de Aka Akasaka y Mengo Yokoyari                                     | Kaiju No. 8 de Naoya Matsumoto                       | [ 12 ]        |
| 2022 | Medalist de Tsurumaikada                                                       | Super no Ura de Yani Sū Futari de Jinushi            | [ 13 ]        |
| 2023 | Seitokai ni mo Ana wa Aru! de Muchimaro                                        | Ki ni Natteru Hito ga Otoko Janakatta de Sumiko Arai | [ 14 ]        |
| 2024 | Kagurabachi de Takeru Hokazono                                                 | Futsū no Keion-bu de Kuwahali                        | [ 15 ]        |